# Vanity Fair (2004)
Vanity Fair (bra: Feira das Vaidades; prt: A Feira das Vaidades) é um filme de britano-estadunidense de 2004, do gênero drama romântico-histórico, dirigido por Mira Nair, com roteiro de Matthew Faulk, Mark Skeet e Julian Fellowes baseado no romance homônimo de William Makepeace Thackeray.

## Sinopse
O Império Britânico floresce; os ingleses sonham com as cores exóticas da Índia. Becky Sharp, a filha de um pintor e orfã de uma cantora, deixa uma casa de acolhimento para meninas para ser uma governanta, armada com fressura, uma grande sagacidade, boa aparência, francês fluente, e um olho para a promoção social. A sociedade tenta o seu melhor para mantê-la na escalada. Numa narrativa episódica, quando ela tem 20 anos, casando, as guerras napoleônicas, uma criança, a lealdade a um amigo escola, as vicissitudes da família cujas filhas ela instruiu, e a atenção de um entediado marquês que era cliente do seu pai. A honestidade tempera a sua personalidade. Ela não é aristocrata, nem burguesa, apenas espirituosa, inteligente e irreprimível.

## Elenco
- Reese Witherspoon como Rebecca "Becky" Sharp Crawley
- Angelica Mandy como jovem Becky Sharp
- Romola Garai como Amelia Sedley Osborne
- Sophie Hunter[8] como Maria Osborne
- James Purefoy como Coronel Rawdon Crawley
- Jonathan Rhys-Meyers como Capitão George Henry Osborne
- Rhys Ifans como Major William Dobbin
- Eileen Atkins como Miss Matilda Crawley
- Geraldine McEwan como condessa de Southdown
- Gabriel Byrne como marquês de Steyne
- Bob Hoskins como Sir Pitt Crawley
- Douglas Hodge como jovem Sir Pitt Crawley
- Natasha Little como Lady Jane Sheepshanks Crawley
- John Woodvine como Lord Bareacres
- Barbara Leigh-Hunt como Lady Bareacres
- Nicholas Jones como Lord Darlington
- Sian Thomas como Lady Darlington
- Trevor Cooper como General Tufto
- Kelly Hunter como marquesa de Steyne
- Camilla Rutherford como Lady Gaunt
- Alexandra Staden como Lady George
- Jim Broadbent como Mr. Osborne
- Tony Maudsley como Joseph "Jos" Sedley
- John Franklyn-Robbins como Mr. John Sedley
- Deborah Findlay como Mrs. Mary Sedley
- Daniel Hay como jovem George "Georgy" Osborne
- Tom Sturridge como jovem George "Georgy" Osborne
- Kathryn Drysdale como Rhoda Swartz
- Kate Fleetwood como Miss Pinkerton
- Richard McCabe como Rei Jorge IV
- Gledis Cinque como Celia Crawley
- William Melling como jovem Rawdy Crawley
- Robert Pattinson como Sir Rawdon "Rawdy" Crawley (cenas deletadas)[9][10]

## Produção
A adaptação cinematográfica de Vanity Fair estava em desenvolvimento havia mais de 10 anos, com os escritores Matthew Faulk e Mark Skeet trabalhando no roteiro. Mira Nair se apegou ao projeto em 2002 e descartou a maior parte do roteiro inicial. Ela trouxe Julian Fellowes para reescrever o filme; ele concordou com ela que o personagem de Becky Sharp deveria ser mais simpática do que no romance. O final também foi alterado, com Becky viajando para a Índia com Joseph Sedley. O filme teve um orçamento de US$ 23 milhões e originalmente deveria estar em pré-produção por 18 semanas. No entanto, Reese Witherspoon engravidou, por isso foi necessário acelerar a pré-produção e a filmagem. Vanity Fair foi filmado em Bath, Kent, a Chatham Dockyard, e em Stanway House em Gloucestershire.

## Recepção
Os críticos deram ao filme críticas mistas. No site Rotten Tomatoes, o filme detém uma classificação de aprovação de 51% com base em 167 avaliações e uma classificação média de 5.8/10. O consenso crítico do site diz: "A mais simpática que Becky Sharp faz para um filme menos interessante". Em Metacritic, o filme tem uma pontuação média ponderada de 53 em 100, com base em 41 críticos, indicando "revisões mistas ou médias". Stephen Hunter, do The Washington Post, fez uma crítica positiva, chamando o filme de "a bela versão cinematográfica de Mira Nair do livro de 1848, em toda a sua glória, alcance e inteligência". No Charlotte Observer, Lawrence Toppman comentou que "Os cineastas mantiveram sabiamente a estrutura principal do livro" e que "O elenco é uniformemente bom, mesmo quando se lida com mudanças bruscas de humor forçadas pela necessidade dos roteiristas de seguir adiante".

## Trilha sonora
Mira Nair, a diretora do filme, procurou por bons músicos indianos para compor uma música para o álbum, e finalmente selecionou o trio Shankar-Ehsaan-Loy no último minuto. Ela mostrou-lhes uma filmagem aproximada da situação que ela queria que eles compusessem, que eram as últimas sequências do filme. O trio usou tabla e vários outros instrumentos musicais indianos para a música, sem qualquer sintetizador, para dar uma sensação étnica. A canção foi cantada por Shankar, acompanhada por Richa Sharma e Jerry McCulley da Celtic Instruments descreveu a canção como "um dueto alegre", enquanto SoundtrackNet disse que o "número vocal otimista de Gori Re é agradável à sua maneira para quem gosta de estilos musicais indianos".
| Track # | Song                                        | Artist(s)                       | Music              | Duration |
| ------- | ------------------------------------------- | ------------------------------- | ------------------ | -------- |
| 1       | "She Walks in Beauty"                       | Sissel Kyrkjebø                 | Mychael Danna      | 1:59     |
| 2       | "Exchange"                                  | Nicholas Dodd                   | Mychael Danna      | 2:10     |
| 3       | "Becky and Amelia Leave School"             | Nicholas Dodd                   | Mychael Danna      | 1:26     |
| 4       | "The Great Adventurer"                      | Custer Larue                    | Mychael Danna      | 2:05     |
| 5       | "Becky Arrives at the Queen's Crawley"      | Nicholas Dodd                   | Mychael Danna      | 1:43     |
| 6       | "Andante"                                   | Nicholas Dodd                   | Mychael Danna      | 1:08     |
| 7       | "No Lights after Eleven"                    | Nicholas Dodd                   | Mychael Danna      | 2:48     |
| 8       | "Adagio"                                    | Nicholas Dodd                   | Mychael Danna      | 1:35     |
| 9       | "I've Made up My Mind"                      | Nicholas Dodd                   | Mychael Danna      | 0:28     |
| 10      | "Ride to London"                            | Nicholas Dodd                   | Mychael Danna      | 2:03     |
| 11      | "Becky and Rawdon Kiss"                     | Nicholas Dodd                   | Mychael Danna      | 2:00     |
| 12      | "Sir Pitt's Marriage Proposal"              | Nicholas Dodd                   | Mychael Danna      | 1:38     |
| 13      | "I Owe You Nothing"                         | Nicholas Dodd                   | Mychael Danna      | 1:14     |
| 14      | "Piano for Amelia/Announcement of Battle"   | Nicholas Dodd                   | Mychael Danna      | 3:11     |
| 15      | "Time to Quit Brussels"                     | Nicholas Dodd                   | Mychael Danna      | 2:37     |
| 16      | "Waterloo Battlefield"                      | Nicholas Dodd                   | Mychael Danna      | 1:28     |
| 17      | "Amelia Refuses Dobbin/The Move to Mayfair" | Nicholas Dodd                   | Mychael Danna      | 2:03     |
| 18      | "Now Sleeps the Crimson Petal"              | Custer Larue                    | Mychael Danna      | 2:45     |
| 19      | "Steyne the Pasha"                          | Nicholas Dodd                   | Mychael Danna      | 1:11     |
| 20      | "El Salaam"                                 | Hakim                           | Mychael Danna      | 1:33     |
| 21      | "The Virtue Betrayed"                       | Nicholas Dodd                   | Mychael Danna      | 0:38     |
| 22      | "Rawdon's End"                              | Nicholas Dodd                   | Mychael Danna      | 0:46     |
| 23      | "Dobbin Leaves Amelia"                      | Nicholas Dodd                   | Mychael Danna      | 1:06     |
| 24      | "Vanity's Conqueror"                        | Nicholas Dodd                   | Mychael Danna      | 1:13     |
| 25      | "Gori Re (O Fair One)"                      | Richa Sharma, Shankar Mahadevan | Shankar-Ehsaan-Loy | 4:26     |